# 근로인격혁명당
근로인격혁명당(베트남어: Cần lao Nhân vị Cách Mạng Ðảng / 勤勞人位革命黨)은 베트남의 정당이다. 남베트남 총통 응오딘지엠과 그 동생 응오딘뉴가 창당했다. 당의 이념은 이마누엘 칸트의 인격주의이다.

## 그림

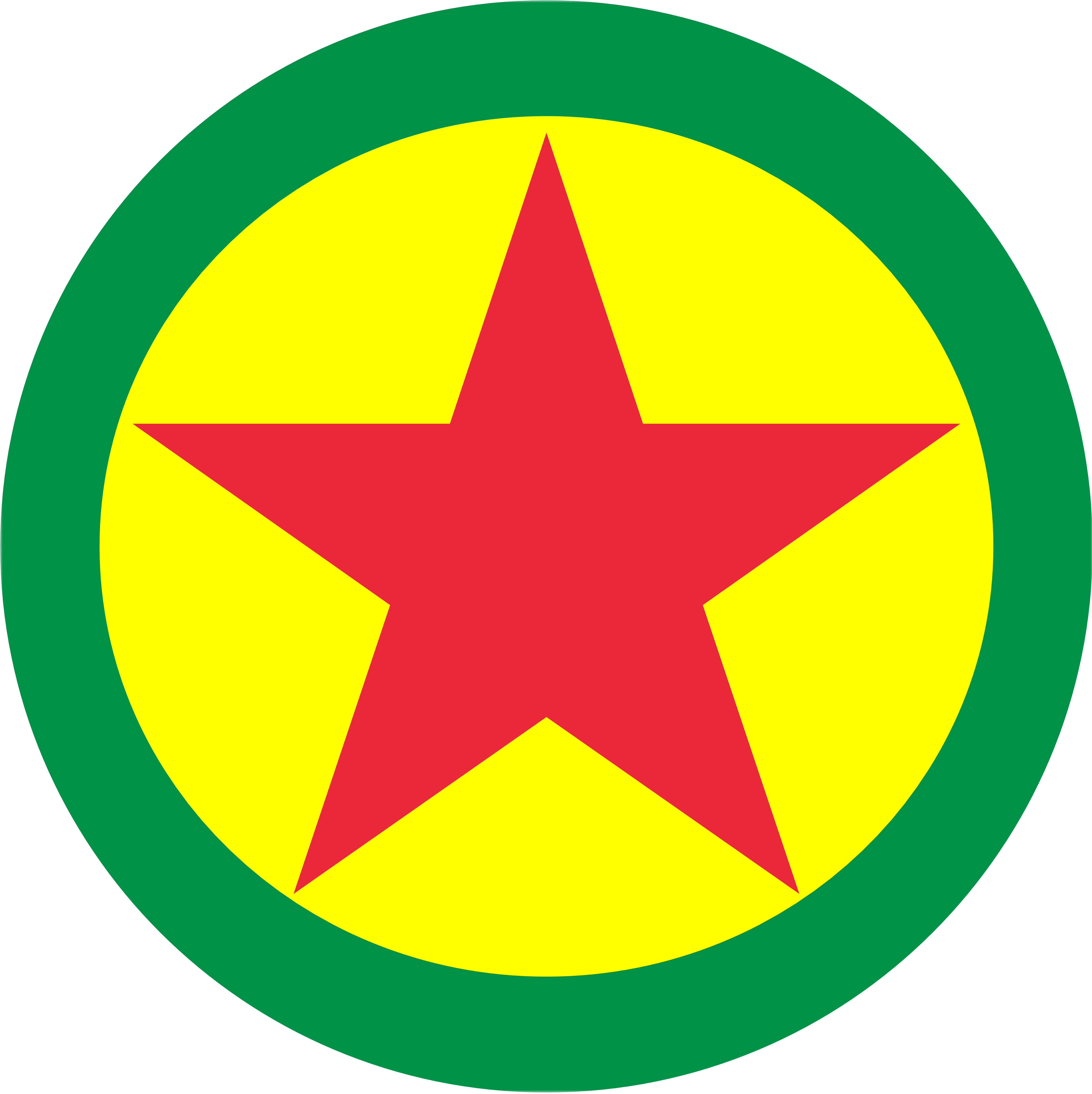
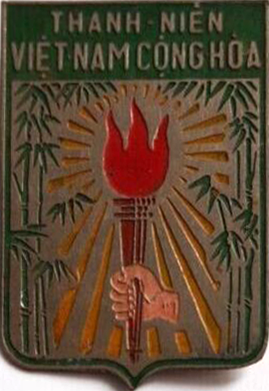